# Blackledge River
Der Blackledge River ist ein Fluss im Tolland County im US-Bundesstaat Connecticut und ein Zufluss des Salmon River.

## Geographie
Die Hauptquellen liegen im Fish Family Pond ⊙, am Whites Hill und im Sperry Pond (⊙) in Bolton. Die beiden Quellbäche verlaufen nach Süden und vereinigen sich in einem sumpfigen Gebiet (⊙) südwestlich von Herrick Park. Immer weiter fließt der Bach nach Süden, nimmt von links den French Brook auf, der im Tinker Pond entspringt, durchquert den Gay City State Park und bildet wenig später, nahe der Hebron Avenue (94) in Glastonbury die Blackledge Falls. Danach fließt er durch die Blackledge River Woods Subdivision und West Road Open Space in Marlborough, dort fließen ihm von links der Foot Sawmill Brook und von rechts der Flat Brook zu (⊙). Er macht dann einen größeren Bogen nach Osten, bevor er sich wieder nach Süden wendet und die erste größere Parzelle des Salmon River State Forest durchquert. Nach etwa 2 km tritt er in das nächste Waldgebiet des Salmon River State Forest ein, welches sich entlang seines Flusstales erstreckt. Er wird vom Veterans of Foreign Wars Highway überquert. Weiter südlich fließt er durch das Gebiet von Colchester, wo er zunächst vom Air Line State Park Trail überquert wird und sich, noch immer im Gebiet des Salmon River SF, mit dem Jeremy River vereinigt und zum Salmon River wird (⊙). Der Blackledge River hat eine Länge von 26,4 km (16,4 mi).

## Freizeitmöglichkeiten
6 km südlich des Gay City State Park beginnt eine beliebte Wildwasserstrecke mit mehreren Stromschnellen (Class I–II) bis hinunter zum Salmon River. der Blackledge River gilt auch als gutes Fischgewässer und wird jährlich vom Connecticut Department for Energy and Environmental Protection mit Fischen besetzt.

## Brücken
- Blackledge River Railroad Bridge